# Бессель, Александр Васильевич
Александр Васильевич Бессель (нем. Alexander Konstantin Bessel; 1839—1870) — российский математик, профессор Новороссийского университета; старший брат музыкального издателя В. В. Бесселя.

## Биография
Родился близ Одессы 11 (23) января 1839 года.
В 1861 году со степенью кандидата окончил физико-математический факультет Санкт-Петербургского университета по разряду математических наук и весной 1862 года был командирован за границу для специального изучения прикладной математики. Возвратившись в Петербург в 1865 году, защитил диссертацию на степень магистра чистой математики на тему «О приведении интегралов иррациональных функций к эллиптическим», и был допущен к преподаванию в петербургском университете, на правах приват-доцента, теории эллиптических функций. В это же время, 8 апреля 1865 года, женился на дочери действительного статского советника Осипа Ивановича Сомова, Надежде; в 1866 году у них родилась дочь, Евгения.
В 1867 году он вторично выехал за границу; с 15 августа 1868 года он снова читал лекции в университете; в декабре того же года защитил диссертацию на степень доктора чистой математики: «Об инвариантах простейших систем совокупных бинарных форм». В мае 1869 года Бессель был назначен экстраординарным профессором Новороссийского университета по кафедре чистой математики, а затем — по кафедре прикладной математики. В «Записках Императорской Академии наук» Бессель поместил несколько статей по своей специальности.
Умер 3 (15) мая 1870 года. Похоронен на Волковском лютеранском кладбище.